# Kazimierz Tomaszewski
Kazimierz Tomaszewski (ur. 25 października 1939 w Żychlinie, zm. 25 kwietnia 2005 w Warszawie) – generał dywizji WP.

## Życiorys
Absolwent liceum ogólnokształcącego w Koninie (1958), pracownik urzędu pocztowo-telekomunikacyjnego i Komendy Wojewódzkiej OHP w Poznaniu 1958–1959, 1959–1962 elew Oficerskiej Szkoły Wojsk Pancernych w Poznaniu, którą ukończył z wyróżnieniem jako podporucznik i został dowódcą plutonu w 20 pułku czołgów średnich w Stargardzie Szczecińskim. Od 1965 porucznik i dowódca kompanii czołgów, od 1969 kapitan. 1969–1972 studiował w Akademii Sztabu Generalnego WP w Warszawie, którą ukończył z wyróżnieniem i został szefem sztabu – zastępcą dowódcy 9 pułku zmechanizowanego w Stargardzie Szczecińskim w stopniu majora. 1973–1975 dowódca 25 pułku czołgów średnich w Szczecinie, 1975–1976 dowódca 28 pułku czołgów średnich w Czarnem w stopniu podpułkownika. 1976–1978 studiował w Akademii Sztabu Generalnego Sił Zbrojnych ZSRR im. K. Woroszyłowa w Moskwie, po czym został szefem sztabu i zastępcą dowódcy 5 Dywizji Pancernej w Gubinie, od września 1979 w stopniu pułkownika. 1979–1984 dowódca 2 Dywizji Zmechanizowanej w Nysie, 1984–1986 dowódca 4 Dywizji Zmechanizowanej w Krośnie Odrzańskim. Od lipca 1986 do lutego 1987 szef Oddziału Szkolenia Bojowego w Śląskim Okręgu Wojskowym we Wrocławiu, następnie do stycznia 1989 zastępca dowódcy Warszawskiego Okręgu Wojskowego ds. liniowych. Jesienią 1987 mianowany generałem brygady; nominację wręczył mu w Belwederze przewodniczący Rady Państwa PRL gen. armii Wojciech Jaruzelski. W 1989 szef Zarządu Zaopatrzenia w Pomoce Szkolne w Głównym Zarządzie Szkolenia Bojowego WP, następnie do jesieni 1992 zastępca komendanta WAT ds. liniowych. 1992-1995 szef sztabu i zastępca dowódcy Warszawskiego Okręgu Wojskowego. 11 listopada 1995 prezydent RP Lech Wałęsa mianował go generałem dywizji. 1995–1996 szef Zarządu XI Szkolenia Wojskowego w Sztabie Generalnym WP, 1996–1997 pomocnik zastępcy szefa Sztabu Generalnego WP ds. Systemów Dowodzenia i Szkolenia. Wiosną 1996 został doktorem nauk wojskowych Akademii Obrony Narodowej w Warszawie. W 1999 na własną prośbę został przeniesiony do rezerwy i zakończył służbę wojskową. Pochowany na cmentarzu Powązki Wojskowe w Warszawie (kwatera FII-1-8).

## Awanse
W trakcie wieloletniej służby w Wojsku Polskim otrzymywał awanse na kolejne stopnie wojskowe:
- podporucznik – 1962
- porucznik – 1965
- kapitan – 1969
- major – 1972
- podpułkownik – 1975
- pułkownik – 1979
- generał brygady – 1987
- generał dywizji – 1995

## Życie prywatne
Był synem Adama, robotnika rolnego i Zofii z Lisowskich. W stanie spoczynku mieszkał w Warszawie. Od 1964 żonaty z Krystyną z domu Zakrzewską. Małżeństwo miało syna i córkę.

## Odznaczenia
- Krzyż Oficerski Orderu Odrodzenia Polski (1988)Grób Kazimierza Tomaszewskiego na Cmentarzu Wojskowym na Powązkach

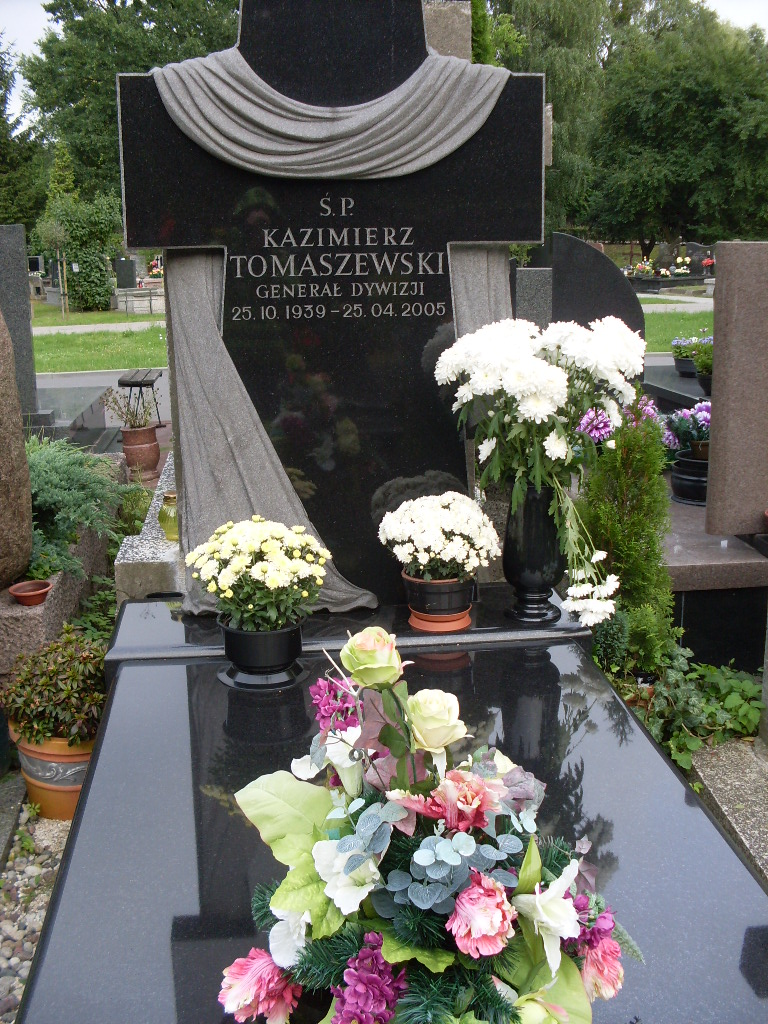
Grób Kazimierza Tomaszewskiego na Cmentarzu Wojskowym na Powązkach

- Krzyż Kawalerski Orderu Odrodzenia Polski (1980)
- Srebrny Krzyż Zasługi (1973)
- Złoty Medal „Siły Zbrojne w Służbie Ojczyzny” (1982)
- Srebrny Medal Siły Zbrojne w Służbie Ojczyzny
- Złoty Medal „Za zasługi dla obronności kraju” (1980)
- Brązowa Odznaka „Za Zasługi dla Obrony Cywilnej” (1983)
- Medal Za umacnianie braterstwa broni (ZSRR) (1988)
- Medal 70-lecia Sił Zbrojnych ZSRR (1988)
- Medal 30-lecia Rewolucyjnych Sił Zbrojnych Kuby (Kuba) (1987)